# Филипе Аугусто
Фили́пе Аугу́сто Карва́льо Со́уза (порт.-браз. Filipe Augusto Carvalho Souza; 12 августа 1993, Итамбе (Баия)) — бразильский футболист, опорный полузащитник клуба «Куяба».

## Карьера
Филипе Аугусто начал карьеру в возрасте 16-ти лет в клубе «Баия». 29 февраля 2012 года футболист дебютировал в команде в матче с «Магно Круз» чемпионата штата. Проведя один сезон в команде, футболист был продан за 2,2 млн евро в португальский «Риу Аве». Дебют полузащитника состоялся 18 августа во встрече с «Маритиму». В первом же сезоне Филипе стал игроком основы команды, проведя 28 матчей. После сезона 2013/14 игроком стали интересоваться другие клубы, в частности «Бенфика» и «Валенсия». 1 сентября 2014 года футболист был арендован «Валенсией». Трансферная стоимость игрока составила 350 тыс. евро. По словам президента «Риу Аве», аренда Филипе Аугусто позволила «сбалансировать счета клуба». Его дебют состоялся 22 сентября в матче с «Хетафе».

## Достижения
- Чемпион штата Баия: 2012
- Победитель турнира в Тулоне: 2013

## Статистика
| Сезон   | Клуб     | Лига        | Чемпионат | Чемпионат | Кубок | Кубок | Междун. | Междун. | Прочие | Прочие |
| Сезон   | Клуб     | Лига        | Игры      | Голы      | Игры  | Голы  | Игры    | Голы    | Игры   | Голы   |
| ------- | -------- | ----------- | --------- | --------- | ----- | ----- | ------- | ------- | ------ | ------ |
| 2012    | Баия     | Серия А     | 0         | 0         | 1     | 0     | 0       | 0       | 3      | 0      |
| 2012/13 | Риу Аве  | Лига Сагриш | 26        | 0         | 1     | 0     | —       | —       | 1      | 0      |
| 2013/14 | Риу Аве  | Лига Сагриш | 9         | 0         | 4     | 0     | —       | —       | 2      | 0      |
| 2014/15 | Риу Аве  | Суперлига   | 1         | 0         | 0     | 0     | 4       | 0       | 1      | 0      |
| 2014/15 | Валенсия | Примера     | 6         | 0         | 2     | 0     | 0       | 0       | —      | —      |

1. ↑  Глава «Прочие» включат матчи Чемпионата штата Баия, Кубок португальской лиги и Суперкубок Португалии